# Roberto Trompowsky
Roberto Trompowski Leitão de Almeida (Florianópolis, 8 febbraio 1853 – Rio de Janeiro, 2 agosto 1926) è stato un militare e insegnante brasiliano, Patrono del Magistero dell'Esercito Brasiliano.

## Biografia
Dopo aver frequentato le scuole elementari nella sua città natale, si è trasferito per il completamento degli studi al Collegio Militare di Rio de Janeiro. Nel 1874 ha conseguito la laurea in matematica e fisica. Ha insegnato presso lo stesso istituto con il grado di capitano, facendo da assistente in geometria analitica e calco a Benjamin Constant. 
L'8 febbraio 1887 ha sposato Luísa de Andrade Figueira, figlia del consigliere dell'Impero Domingos de Andrade Figueira. Dal matrimonio sono nati quattro figliː Armando Figueira Trompowsky de Almeida, diventato Ministro dell'Aeronautica e Maresciallo dell'aria; Otávio Trompowsky Leitão de Almeida e Roberto Trompowsky Jr; la figlia sposò l'ammiraglio Adalberto Menezes de Oliveira.
Nel 1889 durante il regno di Pietro II del Brasile diventò direttore della Scuola Militare, ma si dovette dimettere dal suo incarico a causa degli eventi dopo il colpo di Stato e la proclamazione della Repubblica. È stato lui che ha dato indicazioni all'imperatore per la relazione, scritta da Deodoro da Fonseca, della rivolta repubblicana e la richiesta che la famiglia imperiale lasciasse immediatamente il paese
Ritornò al suo posto dopo le critiche dei repubblicani, sulla sua riforma dell'insegnamento in area militare, fino alla chiusura della scuola nel 1904 a causa della "rivolta del vaccino". È stato poi nominato in contumacia insegnante alla scuola di Stato Maggiore, ma rifiutò il mandato a causa di non poter trattare l'insegnamento della matematica. L'esercito lo estromesse dall'insegnamento, ma gli conferì altri importanti incarichiː dal 1905 al 1907 fu Addetto Militare in Italia, Svizzera ed Inghilterra. Inoltre ricoprì posizioni di comando in Rio Grande do Sul (Cruz Alta, Alegrete e Porto Alegre) e, infine viaggiò in diversi paesi europei per apprendere il funzionamento delle loro istituti di formazione militari. Nel 1906 ha lavorato come consulente di Rui Barbosa alla Conferenza di pace internazionale a L'Aia, Paesi Bassi. 
Con l'inizio della prima guerra mondiale è tornato in Brasile e divenne ispettore degli Istituti di Formazione Militari del Brasile.
L'8 febbraio del 1919, a 66 anni, è stato obbligatoriamente congedato con il grado di Maresciallo.
L'Istituto dei Docenti Militari del Brasile, conferisce la medaglia "Medalha Marechal Trompowsky", autorizzata con decreto 33.245 dell'8 luglio 1953 dal Presidente della Repubblica Brasiliana; viene conferita a membri del Magistero, Istituzioni o personalità che si siano distinte con le loro opere alla valorizzazione e al prestigio delle Forze Armate Brasiliane e della cultura nazionale.
Con il Decreto n 51.429 del 13 marzo 1962 Roberto Trompowsky è stato nominato Patrono del Magistero dell'esercito. 
La Biblioteca dell'esercito brasiliano pubblica una raccolta di libri didattici chiamata Marechal Trompowsky, e sono adottati dai collegi e dagli istituti militari brasiliani. Portano il suo nome una strada e un centro educativo a Joaçaba, una scuola pubblica di Rio de Janeiro e una fondazione legata all'Esercito Brasiliano. I suoi libri sono stati i primi ad essere introdotti nell'insegnamento della matematica negli istituti del Rio Grande do Sul nei corsi di studi in Ingegneria.
Trompowsky inoltre è patrono dell'Academia Catarinense de Letras.